# Кадуна (аэропорт)
Международный аэропорт Кадуна (англ. Kaduna International Airport) (ИАТА: KAD, ИКАО: DNKA) — аэропорт, обслуживающий город Кадуна, центр одноимённого штата в Нигерии. Аэропорт находится примерно в 22 км к северо-западу от города. Аэропорт открылся в 1982 году.
В Кадуне также есть старый аэропорт, расположенный на северной окраине города.
26 марта 2022 года аэропорт подвергся нападению бандитов, в результате чего погиб охранник.
Взлетно-посадочная полоса аэропорта Кадуна — 3000 м.

## Авиакомпании и направления
Авиакомпаниями, осуществляющими авиаперевозки на внутренних маршрутах страны, являются:

## Авиакатастрофы и происшествия
- 13 ноября 1995 года Boeing 737-2F9 авиакомпании Nigeria Airways, следовавший по маршруту Йола—Джос—Кадуна—Лагос, выкатился за пределы взлетно-посадочной полосы в аэропорту Кадуна, что привело к пожару, уничтожившему самолет. Все 14 членов экипажа выжили, а 11 из 124 пассажиров погибли[6][7].
- 20 августа 2010 года в аэропорту Кадуна произошел инцидент. Boeing 737-200 авиакомпании Chanchangi Airlines, регистрационный номер 5N-BIF, выполнявший рейс 5B-334 по маршруту Лагос-Абуджа-Кадуна с 35-ю пассажирами на борту, при подходе к взлетно-посадочной полосе в условиях турбулентности задел антенну курсового радиомаяка и совершил экстренное приземление на короткой взлетно-посадочной полосе. Самолет был эвакуирован. Часть пассажиров получили легкие телесные повреждения, самолет получил существенные повреждения ходовой части и фюзеляжа. Авиакомпания Chanchangi Airlines, чья деятельность в прошлом неоднократно приостанавливалась управлением гражданской авиации Нигерии, приостановила свою работу в ожидании возвращения двух самолетов, которые в настоящее время проходят проверку и техническое обслуживание в Европе.[8]